# Grób Nieznanego Żołnierza w Krakowie

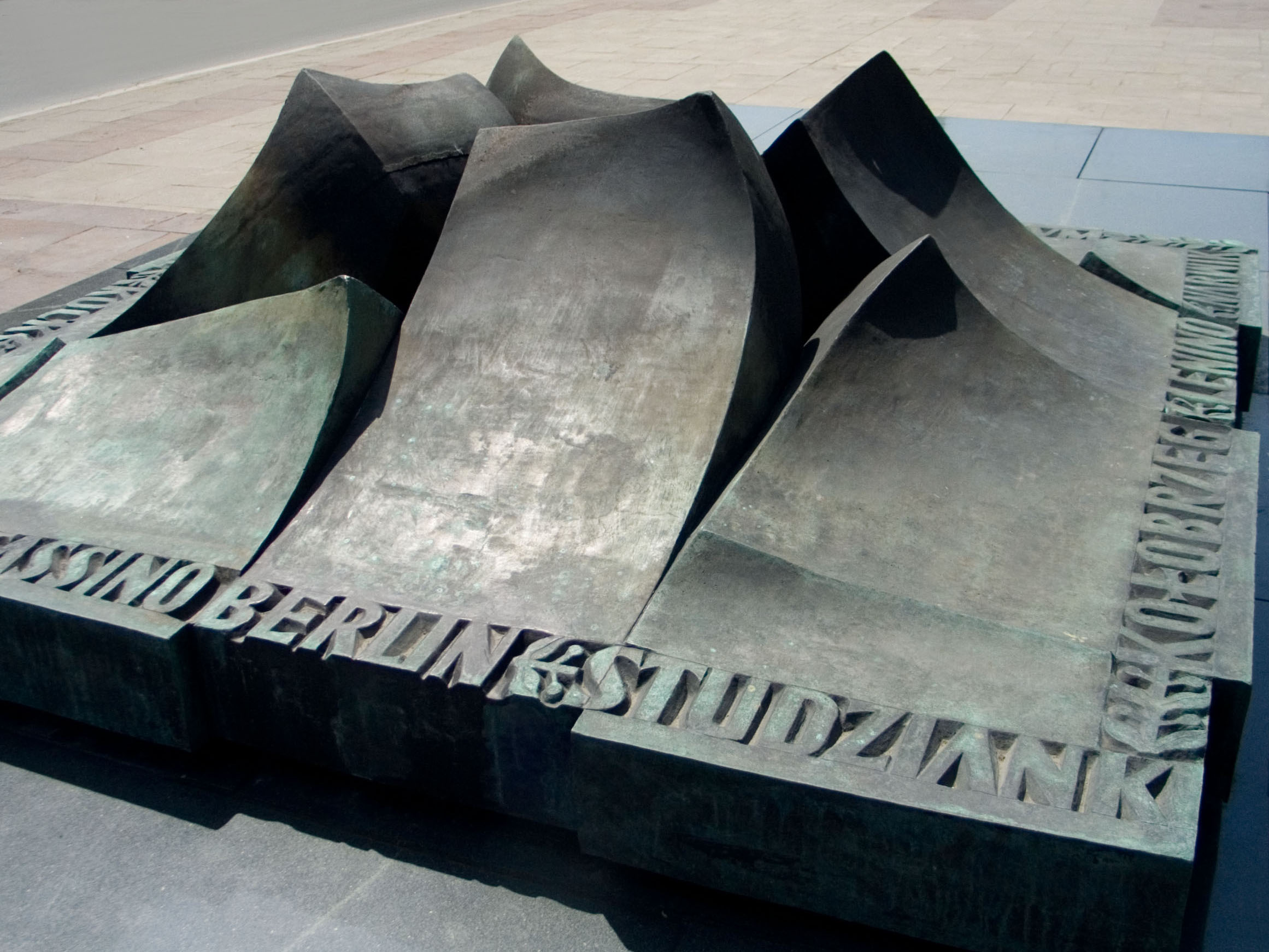
Grób Nieznanego Żołnierza, fragment

Grób Nieznanego Żołnierza – cenotaf upamiętniający poległych na polach bitewnych nieznanych polskich żołnierzy, usytuowany w Krakowie na placu Matejki przed pomnikiem Grunwaldzkim. Na marmurowym postumencie znajduje się znicz z brązu, zapalany podczas uroczystości.

## Historia

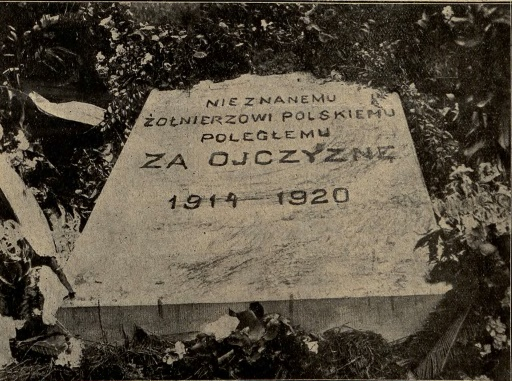
Płyta złożona przed Pomnikiem Grunwaldzkim 14 czerwca 1925 roku.

Odsłonięcie Grobu Nieznanego Żołnierza w Warszawie spowodowało podobne akcje w wielu innych miastach Polski. W Krakowie z inicjatywą ufundowania pomnika wystąpiła redakcja „Gońca Krakowskiego” i rozpoczęła akcję zbierania funduszy na ten cel. Pomysłu jednak nie zrealizowano ponieważ w nocy z 13 na 14 czerwca 1925 pod pomnik Grunwaldzki podjechała platforma, z której wyładowano gotową płytę pomnika z napisem: „Nieznanemu żołnierzowi polskiemu poległemu za Ojczyznę 1914-1920”. W południe 14 października odbyła się manifestacja mieszkańców Krakowa, o udział w której apelował Ilustrowany Kurier Codzienny. Do zgromadzonych tłumów przemawiali: Witold Ostrowski, profesor Boleslaw Pochmarski, Stanisław Klimecki i Jan Łobodycz. Fundator pomnika chciał pozostać anonimowy, ale w kolejnych dniach zbyt dużo informacji pojawiało się w „Ilustrowanym Kurierze Codziennym”, którego właścicielem i wydawcą był Marian Dąbrowski. Miasto domyślało się, że to właśnie właściciel IKC-a był anonimowym fundatorem pomnika. Pomnik był miejscem manifestacji patriotycznych do momentu zniszczenia go wraz z Pomnikiem Grunwaldzkim przez Niemców w listopadzie 1939.
W 1946 na wysokich metalowych prętach umieszczono urnę z ziemią z pól bitewnych II wojny światowej, gdzie walczył polski żołnierz. Tutaj składano wieńce i kwiaty. W związku z odbudową pomnika Grunwaldzkiego konstrukcję rozebrano, urnę zaś złożono w 1976 w piwniczce obecnego pomnika – Grobu Nieznanego Żołnierza wykonanego z czarnego marmuru według projektu prof. Wiktora Zina. Pomnik zdobi metalowy znicz zasilany gazem, który zapalany jest podczas uroczystości organizowanych pod pomnikiem, na nim wyryte zostały miejsca bitew żołnierzy polskich w latach ostatniej wojny: Warszawa, Kutno, Westerplatte, Kock, Tobruk, Monte Cassino, Berlin, Studzianki, Lenino, Kołobrzeg, Odra, Nysa.